# محمد ريحانية
محمد ريحانية (مواليد 1 يناير 2001) هو لاعب كرة قدم سوري يلعب في مركز خط الوسط .